# Goodbye and Hello
| 전문가 평가                    | 전문가 평가 |
| 평가 점수                      | 평가 점수   |
| 출처                           | 점수        |
| ------------------------------ | ----------- |
| The Rolling Stone Record Guide | [ 4 ]       |

《Goodbye and Hello》는 1967년에 발매된 미국의 싱어송라이터 팀 버클리의 두 번째 스튜디오 음반이다. 같은 해 6월, 캘리포니아주 로스앤젤레스에서 녹음되었다.
그 음반은 2001년에 WEA/엘렉트라의 데뷔 음반 《Tim Buckley》와 함께 다시 발매되었다. 2005년에는 180그램 버전의 LP가 포 멘 위드 비어즈 레이블에서 발매되었으며, 시티 홀 레코드에서 배급하고 있다.

## 배경
이 음반은 1967년 6월, 로스앤젤레스에서 녹음되었으며, 제리 예스터와 잭 홀츠먼이 프로듀싱했다.
매튜 그린월드는 올뮤직의 회고적 리뷰에서 이 음반이 "팀 버클리와 관객 모두에게 큰 도약을 가져다준 훌륭하고 혁신적인 음반"이라고 평가했다.
그 음반은 책 《죽기 전에 꼭 들어야 할 앨범 1001》에 수록되었다.

## 곡 목록
모든 곡들은 특별한 언급이 없는 한 팀 버클리에 의해 작사/작곡하였다.
| #  | 제목                                  | 작사·작곡         | 재생 시간 |
| -- | ------------------------------------- | ----------------- | --------- |
| 1. | 〈No Man Can Find the War〉           | 래리 베켓, 버클리 | 2:58      |
| 2. | 〈Carnival Song〉                     |                   | 3:10      |
| 3. | 〈Pleasant Street〉                   |                   | 5:15      |
| 4. | 〈Hallucinations〉                    | 베켓, 버클리      | 4:55      |
| 5. | 〈I Never Asked to Be Your Mountain〉 |                   | 6:02      |

| #  | 제목                      | 작사·작곡    | 재생 시간 |
| -- | ------------------------- | ------------ | --------- |
| 1. | 〈Once I Was〉            |              | 3:22      |
| 2. | 〈Phantasmagoria in Two〉 |              | 3:29      |
| 3. | 〈Knight-Errant〉         | 베켓, 버클리 | 2:00      |
| 4. | 〈Goodbye and Hello〉     | 베켓, 버클리 | 8:38      |
| 5. | 〈Morning Glory〉         | 베켓, 버클리 | 2:52      |